# Josef Lindholm
Karl Josef Lindholm, född 22 december 1860 i Karlstad, död 20 april 1941 i Karlstad, var en svensk borgmästare. 
Lindholm blev student vid Uppsala universitet 1879 och avlade hovrättsexamen 1883. Han var auditör vid Värmlands fältjägarkår 1888–1891, länsnotarie i Värmlands län 1890, förste rådman, magistratssekreterare och notarius publicus i Karlstads stad 1891 och var borgmästare där 1906–1926. Han blev ombudsman vid Karlstads sparbank 1891.
Josef Lindholm är begravd på Västra kyrkogården i Karlstad.